# Chersotis binaloudi
Chersotis binaloudi là một loài bướm đêm trong họ Noctuidae.